# Otus lettia
Ошейниковая алая совка, или Сова ошейниковая алая, или Ожереловая совка (Otus lettia (лат.)) — вид птиц рода совок семейства совиных. Выделяют 6 подвидов. Вид распространен в Восточной Азии.

## Описание
Представители этого вида имеют длину от 23 до 25 см, массу от 100 до 170 г. Есть серо-коричневая и красная морфы. На шее сзади видны две яркие полосы. Низ светло-коричневый. Морда тускло-желтоватая, клюв от зеленоватого до желтоватого.

## Среда обитания и рацион
В Гималаях достигает высоты до 2400 м. Пищей служат насекомые, ящерицы, мыши и мелкие птицы.